# Augochlora vincentana
Augochlora vincentana är en biart som beskrevs av Cockerell 1910. Augochlora vincentana ingår i släktet Augochlora och familjen vägbin. Inga underarter finns listade.